# Electrotaquiscopi

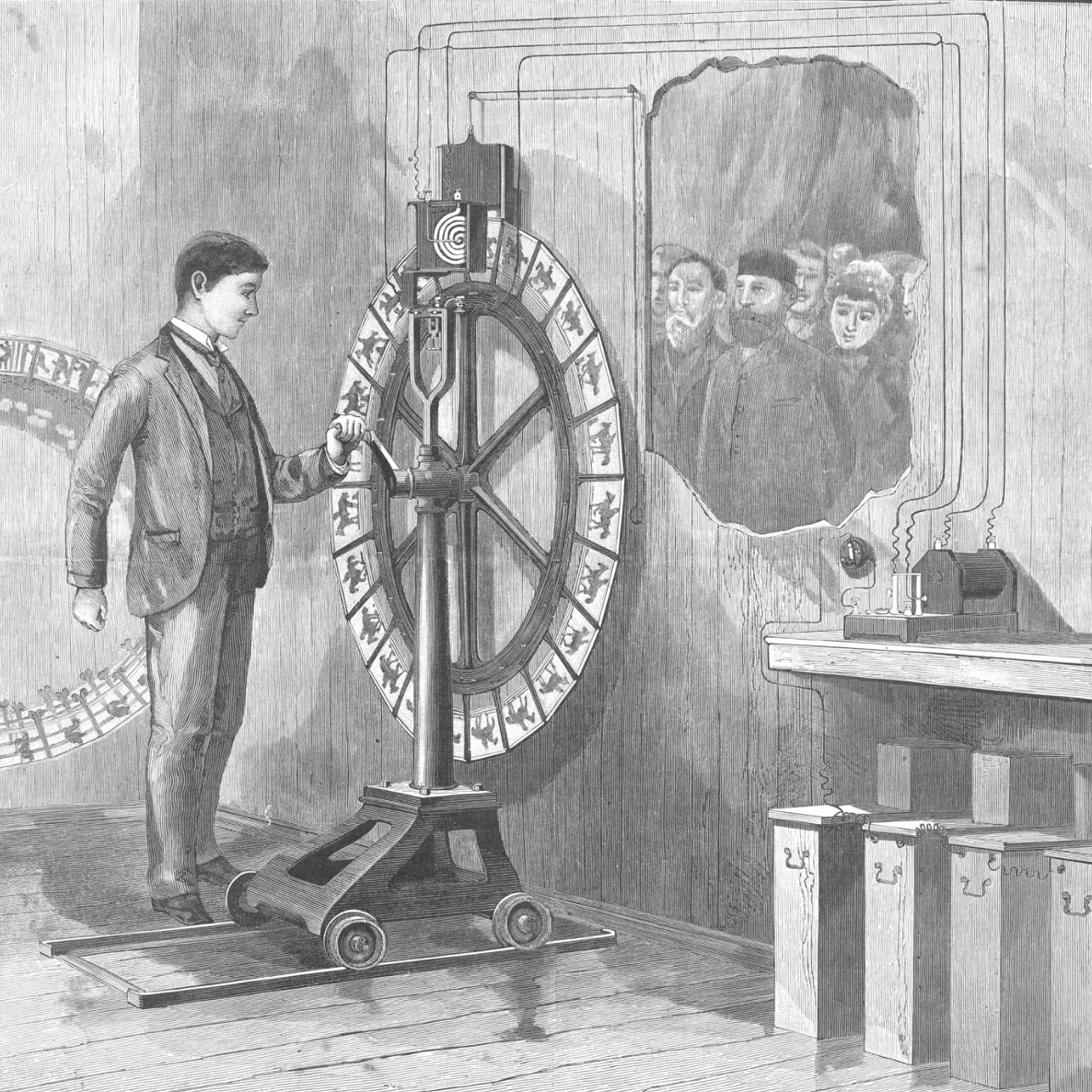
Un electrotaquiscopiAmerican Scientific, 16/11/1889, p. 303

L' electrotaquiscopi és un aparell que produeix la il·lusió de moviment mitjançant la combinació d'imatges fixes transparents situades en una roda giratòria que estan il·luminades per darrere. Aquestes fotografies s'obtenen d'una manera adequada amb la utilització d'una sèrie de càmeres fotogràfiques per la qual cosa el resultat que percep l'espectador es podria denominar cronofotografia.

## Funcionament
L'invent i pre-aparell cinematogràfic consistia en una roda giratòria amb fotografies fetes en plaques de vidre il·luminades per darrere, mitjançant un tub de Geissler, en les quals a través d'un visor o projectades es podien contemplar les imatges en moviment, després es va associar amb Siemens & Halske per fabricar-los i posar-los en venda.
La roda havia de girar amb un moviment continu per produir la impressió de moviment, i els espectadors podien veure les transparències il·luminades a través de la finestra de vidre. L'electrotaquiscopi comparteix amb la fotografia animada la visió d'imatges seqüenciades mitjançant un flaix intermitent. El fet que l'electrotaquiscopi no utilitzi un suport longitudinal continu (a causa de la seva inferior qualitat fotogràfica) i la preferència per les plaques de gran format fixades a la roda, fa que es vinculi més amb fórmules de projecció cíclica, com pot ser el sistema emprès pel praxinoscopi de projecció de Reynaud, que amb la fotografia animada.
Després de l'acord d'Anschütz amb Siemens & Halske, i la conseqüent comercialització de l'elecrotaquiscopi, van fabricar-se models en el que el disc, ubicat a l'interior d'un moble de fusta, era posat en moviment i il·luminat en introduir una moneda.

## Història
El primer exemplar fou construït al 1887 per Ottomar Anschütz a Berlin. El seu creador el va anomenar inicialment «taquiscopi d' Anschütz». Les primeres projeccions d'imatges amb l'aparell es realitzaren amb les fotografies seriades que el propi Anschütz havia patentat anys abans amb la intenció de capturar el movimnet de diversos animals.
La seva popularització va ser ben rebuda per part de la població alemana. Amb la inauguració del primer cinema a la capital alemana, 1896, alguns articles de premsa parlaven del cinematógraf com un abans del taquiscopi d'Anschütz.
Anys més tard als aparells sorgits de la unió d'Anschütz amb Siemens & Halske se'ls va donar el nom de Electrical Schnellseher, el 1891 es van presentar a l'« Exposició internacional d'electrotècnia de Frankfurt del Meno», a l'any següent va estar exposat en una exposició a Berlín. Alguns dels més de 100 aparells presentats per l'empresa Siemens & Halske van començar a obtenir beneficis al parc d'atraccions de la ciutat, on, només entre els mesos de juny i juliol, van ser visitats per un total de 33.889 persones. Això va ser a causa que es van fabricar models de l'electrotaquiscopi en els que el disc estava situat dins d'un moble de fusta, i era posat en moviment i il·luminat en introduir una moneda. El 1893 també va presentar-se a l'Exposició universal de Chicago. La seva popularitat es va estendre per tot Europa, de la mateixa manera que van arribar altres invents de l'època. A Barcelona entre 1892 i 1894 van ser el centre d'atenció abans de l'arribada de les primeres projeccions cinematogràfiques.
És considerat com un dels aparells precursors del cinema juntament amb el zoopraxiscopi de Eadweard J. Muybridge, cinetoscopi de Thomas Edison, la cronofotagrafia de Étienne Jules Marey o el taumàtrop de John Ayrton Paris; però també es relaciona amb el estroboscopi de Simon von Stampfer, el zoòtrop de William George Horner, el fenaquistoscopi de Joseph-Antoine Ferdinand Plateau o el praxinoscopi de Émile Reynaud. La diversitat d'elements amb un funcionament similar i de caràcter d'escurabutxaques en l'època del precinema fou molt comú i de talla mundial.